# Глушков, Николай Михайлович
Николай Михайлович Глушков (1912, г. Любим, Ярославская область — 23 апреля 1966 года) — советский апиолог и организатор пчеловодства. Директор Научно-исследовательского института пчеловодства (1943—1966). Кандидат сельскохозяйственных наук (1947). Заслуженный зоотехник РСФСР (1958).

## Биография
Родился в городе Любиме Ярославской области.
Окончил зоотехнический факультет Вологодского молочнохозяйственного института (1934) и агропедагогическое отделение Ленинградского сельскохозяйственного института. После чего на преподавательской работе в Юрьевецком зоотехническом техникуме Ивановской области, директор которого с 1938 года. С 1940 года старший инспектор по техникумам Наркомзема РСФСР, с конца того же года директор Битцевского сельскохозяйственного техникума Московской области. Член КПСС с 1939 года. Осенью 1941 года участник московского ополчения. В 1943 году Битцевский сельскохозяйственный техникум был передан находящемуся рядом в пос. Бутово Московской области Научно-исследовательскому институту пчеловодства, который Н. М. Глушков возглавил.
В послевоенное время он также являлся главным редактором журнала «Пчеловодство».
Являлся председателем координационного совета по пчеловодству министерства сельского хозяйства СССР, а также членом Исполнительного комитета «Апимондии» и руководителем её комиссии по медоносной флоре и опылению.
Возглавлял делегации СССР на международных конгрессах по пчеловодству.
В 1947 г. в сельскохозяйственной академии имени К. А. Тимирязева защитил диссертацию на соискание ученой степени кандидата сельскохозяйственных наук «Влияние внешних условий на жизнедеятельность медоносной пчелы».
Подготовленная им диссертация на соискание ученой степени доктора сельскохозяйственных наук «Повышение продуктивности пчелиных семей путем улучшения условий развития пчел в постэмбриональный период» была высоко оценена в Воронежском сельскохозяйственном институте, где была запланирована её защита на май 1966 года.
Автор многих работ, в частности книг «Советы пчеловоду» (1961) и «Спутник пчеловода» (Москва: Сельхозиздат, 1962. - 320 с.).
Награждён орденом «Знак Почета» и орденом Трудового Красного Знамени, двумя медалями «За трудовую доблесть», медалями «За оборону Москвы», «800 лет Москвы», «За победу над Германией», золотой медалью ВДНХ (1962).
Заслуженный зоотехник РСФСР (1958).